# Forever Young (Alphaville-Lied)
Forever Young (englisch für „Für immer jung“) ist ein Lied der deutschen Band Alphaville aus dem Jahr 1984, das von Marian Gold, Bernhard Lloyd und Frank Mertens geschrieben wurde.

## Entstehung
Noch vor der Gründung Alphavilles nannten sich die Bandmitglieder um den Sänger Marian Gold Forever Young. In dieser Zeit (1981–1983) entstand auch das erste Demo zum gleichnamigen Song, die zugleich ihre erste gemeinsame Aufnahme als Band darstellte. In Berlin konnte die Band über den Budde-Verlag und deren Produzenten Colin Pearson einen Studiotermin für August 1983 organisieren. Im Studio 54 am Hohenzollerndamm entstanden in zwei Wochen Big in Japan, Seeds und Forever Young. Die Beteiligung des damaligen Bassisten Fried Gerber wird auf wenige Noten beziffert. Der eigentliche Künstlervertrag mit dem Musiklabel WEA aus Hamburg konnte auf Vermittlung des Budde-Verlags schnell geschlossen werden. Nach dem Nummer-eins-Erfolg der Debütsingle Big In Japan gingen die Musiker davon aus, Forever Young als Folgesingle präsentieren zu können, ihr Produzent und der A&R-Manager von WEA wünschten einen Titel in Dur, weshalb Sounds Like a Melody den Vorzug erhielt – obwohl Sounds Like a Melody eine Komposition in Moll, Forever Young hingegen eine in Dur war. Aber Sounds Like a Melody hat einen schnelleren Rhythmus als Forever Young – woraufhin Alphaville auch eine Maxi-Version (Special Dance Version) von Forever Young mit einem schnelleren Rhythmus herausbrachte.

## Veröffentlichungen
Forever Young erschien am 3. September 1984 als Single, auf dem gleichnamigen Debütalbum und als Musikvideo. Im Musikvideo spielt die Band das Lied in den Hallen des Holloway Sanatoriums in Virginia Water, Surrey, England. Am 18. Oktober 2024 erschien eine neue Version des Liedes als Single (Katalognummer: 5021732519450), bei der Alphaville mit David Guetta und Ava Max zusammengearbeitet haben.

## Rezeption
Forever Young ist nach Big in Japan der bekannteste Titel von Alphaville. Der Titel fand in Filmen, Fernsehserien und Werbespots Verwendung: Beispielsweise hörte man es in der Episode 3 (Alkoholprobleme) von It’s Always Sunny in Philadelphia, in der Episode 18 der ersten Staffel von Queer as Folk, in der Episode 73 der vierten Staffel von One Tree Hill, in dem Film Napoleon Dynamite, zuletzt im 2016 erschienenen Spielfilm Strawberry Bubblegums und in einer Werbung des schwedischen Finanzleistungskonzernes SEB Bank. Tim DiGravina bezeichnete in seinem Review des zugehörigen Albums den Titeltrack als „traurig“ und „entspannend“.

## Kommerzieller Erfolg

### Chartplatzierungen
Forever Young erreichte in Deutschland Position vier der Singlecharts und konnte sich sieben Wochen in den Top 10 sowie 32 Wochen in den Charts halten. In Österreich stieg das Lied erstmals im August 2024 in die Charts ein, fast 40 Jahre nach seiner Erstveröffentlichung. Seine beste Platzierung erreichte es dort mit Rang 42 am 13. August 2024. In der Schweizer Hitparade erreichte die Single Position drei und hielt sich ebenfalls sieben Wochen in den Top 10 und 34 Wochen in den Charts. Im Vereinigten Königreich erreichte die Single in zwei Wochen mit Position 98 seine höchste Notierung und in den Vereinigten Staaten mit Position 65 bei insgesamt 18 Chartwochen. Des Weiteren platzierte sich Forever Young zwei Wochen an der Spitze der schwedischen Singlecharts.
In Deutschland und der Schweiz ist Forever Young jeweils nach Big in Japan und Sounds Like a Melody der dritte Top-10- sowie Charterfolg. Im Vereinigten Königreich und den Vereinigten Staaten erreichten Alphaville hiermit nach Big in Japan jeweils zum zweiten Mal die Singlecharts. Aufgrund des späten Charteinstiegs wurde es in Österreich zum sechsten Charthit für Alphaville.
| ChartsChartplatzierungen       | Höchstplatzierung | Wochen |
| ------------------------------ | ----------------- | ------ |
| Deutschland (GfK)              | 4 (32 Wo.)        | 32     |
| Österreich (Ö3)                | 42 (8 Wo.)        | 8      |
| Schweiz (IFPI)                 | 3 (34 Wo.)        | 34     |
| Vereinigte Staaten (Billboard) | 65 (18 Wo.)       | 18     |
| Vereinigtes Königreich (OCC)   | 98 (2 Wo.)        | 2      |

Am 25. Oktober 2024 stieg die Neuauflage mit David Guetta und Ava Max auf Rang 87 der deutschen Singlecharts ein und erreichte seine Bestplatzierung am 3. Januar 2025 mit Rang zehn. Damit avancierte es zum fünften Top-10-Hit für Alphaville in Deutschland, es ist ihre erste Top-10-Platzierung in den Singlecharts seit fast 40 Jahren, letztmals platzierte sich die Band am 25. Februar 1985 mit Nackt im Wind, als Teil von Band für Afrika, in den Top 10. Für David Guetta ist es bereits der 27. Top-10-Hit in Deutschland, für Ava Max nach Sweet but Psycho (November 2018), Salt (April 2020) und The Motto (Februar 2022) der vierte. In den Vereinigten Staaten stieg es am 25. Januar 2025 auf Rang 99 ein. Für Guetta avancierte es damit zum 26. Charthit in den USA, für Ava Max zum fünften und Alphaville nach Big in Japan und dem Original von Forever Young zum dritten. Es ist Alphavilles erste Platzierung in den Billboard Hot 100 seit 36 Jahren, letztmals platzierten sie sich mit dem Original zu Forever Young am 28. Januar 1989 in den Charts. Es ist nach über eineinhalb Jahren die erste Single mit deutscher Beteiligung, die die US-amerikanischen Singlecharts erreichte. Der letzte Neueinstieg gelang Kim Petras mit Alone am 6. Mai 2023.
In den Niederlanden avancierte es mit Rang sieben zum Top-10-Erfolg. Darüber hinaus erreichte die Single Chartplatzierungen in Belgien-Wallonien (Rang 14), der Schweiz (Rang 34), Österreich (Rang 36), Frankreich (Rang 68) und Schweden (Rang 70).
| ChartsChartplatzierungen       | Höchstplatzierung | Wochen |
| ------------------------------ | ----------------- | ------ |
| Deutschland (GfK)              | 10 (28 Wo.)       | 28     |
| Frankreich (SNEP)              | 37 (30 Wo.)       | 30     |
| Österreich (Ö3)                | 36 (9 Wo.)        | 9      |
| Schweiz (IFPI)                 | 34 (… Wo.)        | …      |
| Vereinigte Staaten (Billboard) | 90 (… Wo.)        | …      |

### Auszeichnungen für Musikverkäufe
1993, fast eine Dekade nach der Erstveröffentlichung, wurde Forever Young in Deutschland mit einer Goldenen Schallplatte für 250.000 verkaufte Einheiten ausgezeichnet. Im Jahr 2024 wurde die Single im Vereinigten Königreich mit Gold ausgezeichnet. Im März 2025 erhielt die Single eine Doppelplatin-Schallplatte in den Vereinigten Staaten, was dort die erste Schallplattenauszeichnung der Band darstellt. Insgesamt erhielt Forever Young zweimal Gold und neunmal Platin für über 3,1 Millionen verkaufte Einheiten.
| Land/Region                  | Auszeichnungen für Musikverkäufe (Land/Region, Auszeichnung, Verkäufe) | Verkäufe  |
| ---------------------------- | ---------------------------------------------------------------------- | --------- |
| Dänemark (IFPI)              | Platin                                                                 | 90.000    |
| Deutschland (BVMI)           | Gold                                                                   | 250.000   |
| Italien (FIMI)               | Platin                                                                 | 100.000   |
| Kanada (MC)                  | 2× Platin                                                              | 160.000   |
| Portugal (AFP)               | Platin                                                                 | 10.000    |
| Spanien (Promusicae)         | 2× Platin                                                              | 120.000   |
| Vereinigte Staaten (RIAA)    | 2× Platin                                                              | 2.000.000 |
| Vereinigtes Königreich (BPI) | Platin                                                                 | 600.000   |
| Insgesamt                    | 1× Gold · 10× Platin ·                                                 | 3.330.000 |

| Land/Region       | Auszeichnungen für Musikverkäufe (Land/Region, Auszeichnung, Verkäufe) | Verkäufe |
| ----------------- | ---------------------------------------------------------------------- | -------- |
| Frankreich (SNEP) | Platin                                                                 | 200.000  |
| Schweiz (IFPI)    | Gold                                                                   | 15.000   |
| Insgesamt         | 1× Gold · 1× Platin ·                                                  | 215.000  |

## Version von Interactive

### Entstehung und Veröffentlichung
Das deutsche Musikprojekt Interactive veröffentlichte 1994 eine Coverversion im Dance-Stil. An der Komposition selbst wurde nichts geändert, die Produktion erfolgte durch die beiden Interactive-Mitglieder Jens Lissat und Ramon Zenker sowie durch Andreas G. Schneider. Das Stück erschien zunächst als Maxi-Single im Oktober 1994 sowie auf dem zweiten Studioalbum Touché am 1. September 1995. Die Maxi-Single beinhaltet eine Radio- und Extended Version zu Forever Young sowie die weiteren B-Seiten Mobilé und Waves of Balah. Am 7. Januar 2002 erschien eine Neuauflage von Interactive als Maxi-Single. Diese beinhaltet vier Remixversionen zu Forever Young sowie zwei Remixe zu Waves of Balah.

### Chartplatzierungen
Forever Young von Interactive erreichte in Deutschland Position sieben der Singlecharts und konnte sich sieben Wochen in den Top 10 sowie 22 Wochen in den Charts halten. In Österreich erreichte die Single in 16 Chartwochen mit Position zwölf seine höchste Chartnotierung, in der Schweiz mit Position 15 in elf Chartwochen und im Vereinigten Königreich mit Position 28 in vier Chartwochen. 1995 platzierte sich die Single auf Position 61 der deutschen Single-Jahrescharts. Die Neuauflage aus dem Jahr 2002 erreichte ebenfalls Chartplatzierungen, konnte aber an den Erfolg des Originals nicht anknüpfen. In Deutschland erreichte die Neuauflage Position 21 bei acht Chartwochen und im Vereinigten Königreich Position 37 bei zwei Chartwochen. In Österreich flossen die Verkäufe der Neuauflage in die des Originals ein, sodass die Originalversion nochmals in die Charts einstieg. Forever Young wurde zum dritten Charthit für Interactive in Deutschland und der Schweiz sowie jeweils zum Ersten in Österreich und dem Vereinigten Königreich. In allen vier Ländern konnte sich keine Single des Duos früher oder später höher oder länger in den Singlecharts platzieren.
| ChartsChartplatzierungen     | Höchstplatzierung | Wochen |
| ---------------------------- | ----------------- | ------ |
| Deutschland (GfK)            | 7 (22 Wo.)        | 22     |
| Österreich (Ö3)              | 12 (16 Wo.)       | 16     |
| Schweiz (IFPI)               | 15 (11 Wo.)       | 11     |
| Vereinigtes Königreich (OCC) | 28 (4 Wo.)        | 4      |

| ChartsChartplatzierungen     | Höchstplatzierung | Wochen |
| ---------------------------- | ----------------- | ------ |
| Deutschland (GfK)            | 21 (8 Wo.)        | 8      |
| Vereinigtes Königreich (OCC) | 37 (2 Wo.)        | 2      |

| ChartsJahrescharts (1995) | Platzierung |
| ------------------------- | ----------- |
| Deutschland (GfK)         | 61          |

### Auszeichnungen für Musikverkäufe
In Deutschland erhielt die Originalversion eine Goldene Schallplatte für über 250.000 verkaufte Einheiten im Jahr 1995.

| Land/Region        | Auszeichnungen für Musikverkäufe (Land/Region, Auszeichnung, Verkäufe) | Verkäufe |
| ------------------ | ---------------------------------------------------------------------- | -------- |
| Australien (ARIA)  | Gold                                                                   | 35.000   |
| Deutschland (BVMI) | Gold                                                                   | 250.000  |
| Insgesamt          | 2× Gold ·                                                              | 285.000  |

## Version von Karel Gott und Bushido

### Entstehung und Veröffentlichung
Der tschechische Sänger Karel Gott nahm eine deutschsprachige Version des Liedes mit dem Titel Für immer jung auf. Er veröffentlichte das Stück erstmals auf dem gleichnamigen Album, das am 7. Februar 2000 erschien. Der deutschsprachige Text stammt von Bernd Mann, einem der Sänger der deutschen Band „Die Strandjungs“. Ein Jahr zuvor hatte Gott auch eine tschechische Version des Liedes mit dem Titel Být stále mlád (Navždy mlád) aufgenommen, deren Text eine reine Übersetzung des originalen Textes der Alphaville-Version ist.
Größere Bekanntheit erreichte das Stück durch eine Neuauflage mit dem deutschen Rapper Bushido, welche am 28. November 2008 als Single erschien und es bis auf Platz fünf der deutschen Singlecharts sowie eine Goldene Schallplatte in Deutschland und Österreich brachte. Der Refrain der 2000er-Version diente dem Stück dabei als Grundlage und wurde um eigens verfasste, von Bushido gerappte Strophen erweitert. Am 26. November 2010 wurde das Lied ein weiteres Mal veröffentlicht, wobei alle Erlöse der Hilfsorganisation Ein Herz für Kinder zukommen sollten.
Nach Darstellung Bushidos kam ihm die Idee zu einer gemeinsamen Neuaufnahme des Liedes, als er Gott dessen Version in einer Fernsehsendung singen sah. Vor dem Hintergrund einer zeitgleichen Krebserkrankung seiner Mutter habe ihn die Darbietung emotional bewegt. Bei einem gemeinsamen Treffen legte Bushido dem Sänger seine persönliche Situation und den Wunsch nach einer Zusammenarbeit dar, woraufhin Gott einer solchen zustimmte. Bezüglich seiner eigenen Verbindung zum Rap erklärte Gott darüber hinaus später: „Ich hatte als lyrischer Tenor keine Erfahrung mit Rap, aber die Phrasierung der Sänger bewundere ich schon lange.“
Im Jahr 2009 wurde aus Medienkreisen berichtet, dass die gemeinsamen Aufnahmen Auslöser für Verstimmungen zwischen beiden Künstlern gewesen sei. Gott wurde dabei zitiert, Bushido um eine Veröffentlichung des Liedes auf seinem eigenen Album Leben gebeten zu haben und zu seiner Enttäuschung keine Rückmeldung erhalten zu haben. Dennoch war Gott ein Jahr später in einer Nebenrolle in Bushidos Filmbiographie Zeiten ändern dich zu sehen, in deren Rahmen er auch das Lied Für immer jung präsentierte.

### Musikvideo
Das Musikvideo zur Single zeigt vordergründig die Landschaftsfahrt zweier Autos der Marke Mercedes-Benz. In einem Model sitzt Karel Gott auf der Rückbank, das andere wird von Bushido gesteuert. Den Rest des Videos bestimmen eingestreute Szenen aus Bushidos Tonstudio und einer Theaterbühne, auf der Karel Gott singt, während augenscheinlich sein Feature-Partner alleine im Publikum sitzt. In der finalen Einstellung begegnen die Fahrzeuge beider Künstler schließlich einander auf einer sonst einsamen Straße, was sowohl Karel Gott wie auch Bushido mit einem Blick auf das Fahrzeug des anderen quittieren.
Im November 2008 war das Musikvideo ursächlich für den Bruch Bushidos mit den dem Viacom-Konzern unterstehenden deutschen Musiksendern MTV und VIVA. Bushido, der genau wie seine Musikvideos zuvor ein häufiger Gast auf beiden Sendern gewesen war, war nach sich deckender Darstellung beider Seiten unzufrieden mit der Tatsache, dass demnach das angeblich von MTV als „Volksmusik“ eingestufte Lied lediglich im Programm von VIVA, aber nicht MTV gezeigt werden sollte. Infolgedessen untersagte der Rapper für die Zukunft beiden Sendern die Ausstrahlung aller seiner Videos.

### Rezensionen
Die ungewöhnliche Kombination von Rap und Schlager brachte der Single eine hohe mediale Aufmerksamkeit ein. Während die Zusammenarbeit beider Künstler grundsätzlich wohlwollend aufgenommen wurde, fielen die Kritiken für das gemeinsame Lied gemischt aus. Die Bild sprach auf ihrer Online-Präsenz von „eine[m] der außergewöhnlichsten Duette des Jahres“. Laut.de befand im Rahmen ihrer Rezension des Albums Heavy Metal Payback hingegen, das Lied klinge „ob [seiner] letztendlichen Unauffälligkeit verglichen mit dem Sensationsgehalt im Vorfeld wie ein lauwarmer, omaversöhnender Promo-Gag.“ Marian Gold von Alphaville äußerte sich ebenfalls zu der Neuauflage und nannte es „ein originelles Projekt mit Witz und Tiefgang“.

### Kommerzieller Erfolg
Charts und Auszeichnungen
In Deutschland erreichte Für immer jung Platz fünf der Singlecharts und brachte Bushido damit seine dritte Top-10-Platzierung in den Singlecharts ein. Bis dato konnte er nur mit dem Lied Alles verloren, welches im Jahr 2007 Platz vier erreichte, einen höheren Charteinstieg verbuchen. Gott war zuvor seit der Veröffentlichung seiner Single Guten Abend, gute Laune, die im Jahr 1981 Platz zwei erreichte, nicht mehr in den Charts. In Österreich stieg Für immer jung am 12. Dezember 2008 auf Platz 31 in die Charts ein und hielt sich für 23 Wochen in der Hitparade. Seine höchste Platzierung erreichte es dabei in der dritten und vierten Woche mit Rang 15. Am 23. Oktober 2009 gelang dem Lied der Wiedereinstieg auf Platz 59. In der Schweizer Hitparade erreichte Für immer jung Platz 70.
| ChartsChartplatzierungen | Höchstplatzierung | Wochen |
| ------------------------ | ----------------- | ------ |
| Deutschland (GfK)        | 5 (24 Wo.)        | 24     |
| Österreich (Ö3)          | 15 (23 Wo.)       | 23     |
| Schweiz (IFPI)           | 70 (7 Wo.)        | 7      |

| ChartsJahrescharts (2009) | Platzierung |
| ------------------------- | ----------- |
| Deutschland (GfK)         | 81          |
| Österreich (Ö3)           | 63          |

Im Jahr 2010 erhielt die Single zur Überschreitung der Grenze von 150.000 verkauften Einheiten eine Goldene Schallplatte in Deutschland. 2011 folgte dieselbe Auszeichnung in Österreich. In beiden Ländern stellte Für immer jung den bis dato größten Verkaufserfolg Bushidos dar.
| Land/Region        | Auszeichnungen für Musikverkäufe (Land/Region, Auszeichnung, Verkäufe) | Verkäufe |
| ------------------ | ---------------------------------------------------------------------- | -------- |
| Deutschland (BVMI) | Gold                                                                   | 150.000  |
| Österreich (IFPI)  | Gold                                                                   | 15.000   |
| Insgesamt          | 2× Gold ·                                                              | 165.000  |

## Version von Jay-Z und Mr Hudson

### Entstehung und Veröffentlichung
2009 veröffentlichte der US-amerikanische Rapper Jay-Z, zusammen mit der britischen Pop- und R&B-Band Mr Hudson, eine Coverversion von Forever Young mit dem Titel Young Forever. Das Stück erschien zunächst auf Jay-Zs elftem Studioalbum The Blueprint 3 am 8. September 2009. Am 25. Januar 2010 erschien eine Promo-Single und am 2. April 2010 letztendlich die offizielle Single. Die Single-CD erschien als 2-Track-Single und beinhaltete das Lied D.O.A. (Death of Auto Tune) (Chase+Status Remix) als B-Seite. Die Strophen wurden hierbei neu von Shawn Carter (Jay-Z) und Kanye West verfasst, im Refrain ist ein Sample von Alphavilles Forever Young zu hören. Die Komposition stammt ebenfalls von Forever Young. Die Produktion erfolgte durch West.

### Chartplatzierungen
Young Forever erreichte in der Schweizer Hitparade Position 44 und konnte sich insgesamt elf Wochen in den Charts halten. Im Vereinigten Königreich erreichte die Single mit Position zehn seine höchste Chartnotierung und konnte sich eine Woche in den Top 10 sowie 28 Wochen in den Charts halten. In den Vereinigten Staaten erreichte Young Forever ebenfalls mit Position zehn seine höchste Chartnotierung und konnte sich auch eine Woche in den Top 10 sowie 25 Wochen in den Charts halten. 2010 platzierte sich die Single auf Position 100 der britischen sowie auf Position 50 der US-amerikanischen Single-Jahrescharts.
| ChartsChartplatzierungen       | Höchstplatzierung | Wochen |
| ------------------------------ | ----------------- | ------ |
| Schweiz (IFPI)                 | 44 (11 Wo.)       | 11     |
| Vereinigte Staaten (Billboard) | 10 (25 Wo.)       | 25     |
| Vereinigtes Königreich (OCC)   | 10 (28 Wo.)       | 28     |

| ChartsJahrescharts (2010)      | Platzierung |
| ------------------------------ | ----------- |
| Vereinigte Staaten (Billboard) | 50          |
| Vereinigtes Königreich (OCC)   | 100         |

### Auszeichnungen für Musikverkäufe
2020 erhielt die Single eine Goldene Schallplatte für über 400.000 verkaufte Einheiten im Vereinigten Königreich.

| Land/Region                  | Auszeichnungen für Musikverkäufe (Land/Region, Auszeichnung, Verkäufe) | Verkäufe |
| ---------------------------- | ---------------------------------------------------------------------- | -------- |
| Vereinigtes Königreich (BPI) | Gold                                                                   | 400.000  |
| Insgesamt                    | 1× Gold ·                                                              | 400.000  |

## Weitere Coverversionen (Auswahl)
Forever Young gehört zu den häufig gecoverten Songs der Popgeschichte. Die musikalische Bandbreite der Cover reicht dabei von Pop, über Punk, Trance, Rock bis zur Ballade. Daneben stehen Parodien und Übersetzungen in mehrere Sprachen.
| Jahr | Interpret                               | Titel                                      | Anmerkung |
| ---- | --------------------------------------- | ------------------------------------------ | --- |
| 1984 | Laura Branigan                          | Forever Young                              | |
| 1986 | Die Goldenen Zitronen                   | Für immer Punk                             | Parodie mit leicht abgewandelter Melodie. Marian Gold singt den letzten Refrain dieser Coverversion. |
| 1992 | Axel Rudi Pell                          | Forever Young                              | |
| 1994 | Interactive                             | Forever Young                              | |
| 1995 | Temperance                              | Forever Young                              | ursprünglich in Kanada, 1996 dann in Nordamerika veröffentlicht; erhielt 2001 internationale Aufmerksamkeit durch Verwendung in der Serie Queer as Folk |
| 1997 | DJ Company                              | Forever Young                              | |
| 1997 | Wayne Wonder                            | Forever Young                              | |
| 1998 | Dune feat. The London Session Orchestra | Forever Young                              | |
| 1998 | Hladno Pivo                             | Für immer Punk                             | Liveversion |
| 2002 | KrawallBrüder                           | Für immer Proll                            | Parodie |
| 2004 | Jesus Skins & Bela B.                   | Für immer Christ                           | Neuer Text, eigentlich Coverversion von Für immer Punk |
| 2005 | Tune Up!                                | Forever Young                              | |
| 2005 | Youth Group                             | Forever Young                              | |
| 2006 | Gregorian                               | Forever Young                              | Die auf den beiden Promos von Masters of Chant V noch enthaltenen Versionen (Rough Mix Version bzw. Promotional Edit) fanden sich nicht auf der Verkaufs-CD wieder und sind bislang unveröffentlicht. Der Song ist jedoch auf Plattformen wie Youtube und MyVideo im Umlauf. |
| 2007 | Stefano Prada                           | Forever Young                              | |
| 2007 | Pluto                                   | Forever Young                              | Der Song wurde in einem TV-Spot von Gregor Nicholas verwendet, der Teil der „100% Pure New Zealand“-Kampagne, die Neuseeland als youngest country on Earth präsentierte. |
| 2007 | Tauski                                  | Taas Nuori Oon                             | textnahe finnische Version |
| 2007 | Tiffany                                 | Forever Young                              | |
| 2008 | Atrocity                                | Forever Young                              | |
| 2008 | Rainald Grebe                           | Für immer Punk                             | Coverversion des Songs der Goldenen Zitronen mit fast originaler Melodie & Textänderungen. |
| 2009 | Unantastbar                             | Für immer Skin                             | Parodie, eigentlich Coverversion von Für immer Punk |
| 2010 | Celtic Woman                            | Forever Young                              | |
| 2011 | Rebekka Bakken                          | Forever Young                              | |
| 2015 | Dorian Electra                          | Forever Young: A Love Song to Ray Kurzweil | mit verändertem Text als Ode an den Futuristen und Google-Entwickler Ray Kurzweil |
| 2021 | Blutengel                               | Forever Young                              | |
| 2021 | Mike Singer                             | Forever Young                              | Melodie nahe am Original, sowie Refrain; Strophen in Deutsch |
| 2021 | LaFee                                   | Für immer jung                             | |
| 2023 | Anastacia                               | Forever Young                              | |